# Aucha velans
Aucha velans là một loài bướm đêm trong họ Noctuidae.